# الباجور
الباجور (به عربی: الباجور) یک منطقهٔ مسکونی در مصر است که در استان منوفیه واقع شده‌است.